# Sassetot-le-Mauconduit
Sassetot-le-Mauconduit é uma comuna francesa na região administrativa da Normandia, no departamento de Sena Marítimo. Estende-se por uma área de 8,82 km². Em 2010 a comuna tinha 1 085 habitantes (densidade: 123 hab./km²).